# Hacuzuki (romboló)
A Hacuzuki (初月, はつづき) a Császári Japán Haditengerészet rombolója, az Akizuki osztály  negyedik hajója volt a második világháború idején. A neve (főleg az augusztusi)„új hold” jelentését hordozza.

## Felépítése
Az Akizuki osztályú hajók eredetileg repülőgép-hordozó harci csoportok légvédelmi kísérőinek voltak tervezve, de mélytengeri bombákkal és  torpedókilövő csövekkel lettek felszerelve, hogy kielégítsék a tengerészet igényét több olyan rombolóra, amit általános célokra is lehet alkalmazni. A legénysége közel 300 tisztet és munkást tett ki. Az osztály hajóinak méretei hosszban 134,2 méter, 11,6 méter szélesség, 4,15 méter merülési mélységgel. 2701 tonna vizet szorítottak ki üresen, míg teljes rakománnyal ez elérte a 3,470 tonnát.
A hajónak két gőzturbinája volt, mindkettő egy-egy hajócsavart hajtott gőzzel, amit a 3 Kampon kazán biztosított. A turbinák 52,000 lóerővel (38,2 MW) működtek, amivel 33 csomós (61 km/h) tervezett sebességet értek el. A hajó 1097 tonna üzemanyagot hordott magával, ami 8,300 tengeri mérföld (15,400 km) hajózási távolságot engedett meg 18 csomós (33 km/h) sebességnél.

## Fegyverzete
A fő fegyverzete az Akizuki osztálynak 4 dupla csövű ágyúban elosztott 8 darab 100 mm-es Type 98 kettős célt szolgáló lövegből állt. Elhelyezkedésük 2-2 a felépítmény előtt és mögött, olyan pozícióban, hogy az egyik ágyú a másik felett van. 4 darab 25 mm-es Type 96 légvédelmi löveget is hordoztak két duplacsövű ágyúban. A hajók fel voltak szerelve 4 darab 610 mm-es torpedóvető csővel is, amik egy négyszeres, mozgatható tartóban voltak elhelyezve, és egy-egy újratöltést biztosító torpedót is tároltak mindegyik csőhöz. A  tengeralattjáró elleni fegyverzetnek hat mélyvízi bomba vető volt elérhető a hajókon.

## Története
1944 októberében Hacuzuki része volt az északi haderőnek, Ozava Dzsiszaburó parancsnoksága alatt, amikor a japánok megpróbálták elhárítani az amerikai csapatok partraszállását a Fülöp-szigeteknél a Leyte-öbölben, amit a második világháború legnagyobb tengeri ütközeteként tartanak számon. Október 25-én Zuikaku és Zuihó repülőgép hordozók túlélőinek mentését fedezte, amikor 18:40-kor megjelent egy amerikai hajócsoport, amely 4 cirkálóból (USS New Orleans, Wichita, USS Santa Fe és Mobile) és legalább 9 rombolóból állt. A Hacuzuki egyedül nézett szembe ezzel a túlerővel több mint két órán keresztül, miután végül felrobbant és elsüllyedt 20:59-kor. (é. sz. 20° 24′, k. h. 126° 20′20.400000°N 126.333333°EKoordináták: é. sz. 20° 24′, k. h. 126° 20′20.400000°N 126.333333°E)
Az áldozata időt nyert Iszuzu, Vakacuki és Kuma hajók menekülésére. A legénységéből összesen 8 fő menekült meg egy csónakon, amin 17 másik volt a Zuikakuról. Összeszámolva nagyjából 1500 túlélő életét mentette meg.

## Fordítás
- Ez a szócikk részben vagy egészben  a   Japanese destroyer Hatsuzuki című angol Wikipédia-szócikk ezen változatának fordításán alapul.  Az eredeti cikk szerkesztőit annak laptörténete sorolja fel. Ez a jelzés csupán a megfogalmazás eredetét és a szerzői jogokat jelzi, nem szolgál a cikkben szereplő információk forrásmegjelöléseként.
- Ez a szócikk részben vagy egészben  a(z)   初月 (駆逐艦) című japán Wikipédia-szócikk ezen változatának fordításán alapul.  Az eredeti cikk szerkesztőit annak laptörténete sorolja fel. Ez a jelzés csupán a megfogalmazás eredetét és a szerzői jogokat jelzi, nem szolgál a cikkben szereplő információk forrásmegjelöléseként.

## Külső hivatkozások
- CombinedFleet.com: Akizuki-class destroyers
- CombinedFleet.com: Hatsuzuki history